# Caporciano
Caporciano là một đô thị thuộc tỉnh L'Aquila trong vùng Abruzzo của Ý. Ý. Đô thị này có diện tích 18 km², dân số 265 người. Các đô thị giáp ranh gồm: Acciano, Carapelle Calvisio, Fagnano Alto, Fontecchio, Navelli, Prata d'Ansidonia, San Pio delle Camere, Tione degli Abruzzi